# Ernst Torgler
Ernst Torgler (ur. 25 kwietnia 1893 w Berlinie, zm. 19 stycznia 1963 w Hanowerze) – niemiecki polityk, w latach 1929–1933 przewodniczący frakcji komunistycznej partii KPD (niem. Kommunistische Partei Deutschlands) w Reichstagu. Jeden z oskarżonych o podpalenie gmachu parlamentu Rzeszy po jego pożarze w 1933 r. Uniewinniony z braku dowodów.

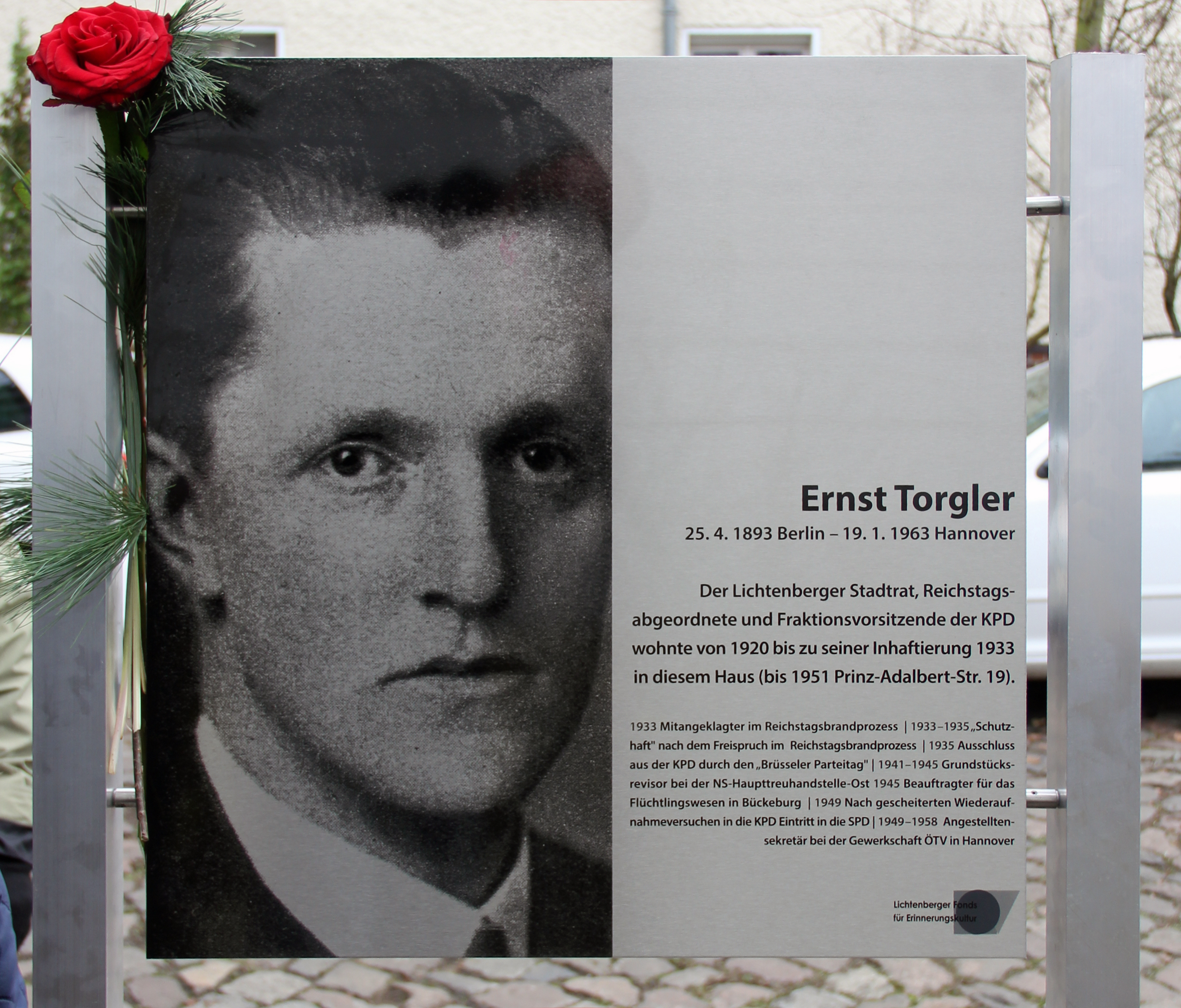
Tablica upamiętniająca w Berlinie

## Życiorys
Torgler urodził się w rodzinie berlińskiego pracownika administracji miejskiej. W latach 1904–1907 uczęszczał do szkoły komunalnej w Berlinie, pracując jednocześnie jako goniec. W 1907 wstąpił do Zrzeszenia Praktykantów i Młodych Robotników Berlina (niem. Verein der Lehrlinge und jugendlichen Arbeiter Berlins). W 1909 zdobył zawód sprzedawcy. Pomiędzy 1909 a 1925 pracował m.in. jako sprzedawca, księgowy i komiwojażer.

### Działalność polityczna
W 1911 Torgler wstąpił do Socjaldemokratycznej Partii Niemiec (niem. Sozialdemokratische Partei Deutschlands, SPD). Po odbyciu służby wojskowej w czasie I wojny światowej przeszedł do Niezależnej Socjaldemokratycznej Partii Niemiec (niem. Unabhängige Sozialdemokratische Partei Deutschlands, USPD). W 1920 USPD połączyła się z niemiecką partią komunistyczną, a Torgler stał się członkiem KPD, z ramienia której w 1924 wszedł do parlamentu. W 1927 został zastępcą przewodniczącego frakcji komunistycznej, a w 1929 przewodniczącym. W latach 1932–1933 razem z Wilhelmem Pieckem wydawał gazetę parlamentarnej frakcji KPD.

### Pożar Reichstagu
27 lutego 1933 pomiędzy 21.00 a 23.00 płomienie zaczęły obejmować kopułę budynku Reichstagu. Na miejscu zdarzenia ujęto holenderskiego komunistę Marinusa van der Lubbego, który przyznał się do podpalenia, utrzymując, że działał w pojedynkę. Jednak wysocy przedstawiciele rządzącej NSDAP byli przekonani, że podpalenie Reichstagu było próbą wzniecenia powstania przeciwko państwu niemieckiemu przez członków partii komunistycznej. Podejrzenie padło m.in. na Torglera, który jako ostatni opuścił gmach Reichstagu w dniu pożaru. Wbrew woli przywódców KPD, Torgler stawił się wkrótce potem dobrowolnie, by oczyścić się z zarzutu o uczestnictwo w podpaleniu. Pomimo braku aktu oskarżenia, Torgler trafił natychmiast do aresztu, gdzie był przetrzymywany do lipca 1933.
W lipcu, wraz z van der Lubbem oraz bułgarskimi członkami Kominternu Georgim Dymitrowem (późniejszym komunistycznym premierem Bułgarii), Błagojem Popowem i Wassilem Tanewem, został oskarżony o podpalenie i zdradę stanu (niem. Hochverrat). Wyrok, częściowo nie podlegający apelacji, zapadł 23 grudnia 1933. Oskarżeni: Torgler, Dimitrow, Popow i Tanew zostali uniewinnieni z braku wystarczających dowodów (brak ten uznał nawet Hitler, przekonany o winie Torglera). Oskarżony van der Lubbe został uznany za winnego zdrady stanu, podżegania do podpalenia oraz próby podpalenia. Sąd skazał go na karę śmierci i utratę praw obywatelskich. Marinus van der Lubbe został zgilotynowany 10 stycznia 1934. Po procesie pozostali oskarżeni zostali objęci aresztem prewencyjnym. Bułgarzy zostali wydaleni z kraju, a Torgler został wypuszczony dopiero w 1935. W tym samym roku KPD wykluczyła Torglera ze swoich szeregów, motywując swoją decyzję jego niesubordynacją w 1933 r.
W latach 1938–1939 Torgler pracował jako przedstawiciel firmy Electrolux.

### II wojna światowa
W czerwcu 1940 Torgler rozpoczął pracę w Ministerstwie Propagandy kierowanym przez Goebbelsa. Po ataku Niemiec na ZSRR w 1941 r. Torgler zajmował się propagandą antybolszewicką.
Po nieudanym zamachu na Hitlera 20 lipca 1944 wydano nakaz jego aresztowania. Torgler twierdził, że uniknął prześladowań dzięki wstawiennictwu ówczesnego przełożonego. Pod koniec wojny Torgler otrzymał stanowisko w Kraju Warty, a stamtąd został przeniesiony do Bückeburga, gdzie pracował w urzędzie miasta.
Po zakończeniu II wojny światowej Torgler starał się o ponowne przyjęcie do KPD, która odrzuciła jego prośby. W 1949 wstąpił do SPD.
W 1947 r. opozycjonista Hans Bernd Gisevius (1904-1974) zarzucił publicznie Torglerowi współpracę z nazistami. W 1940 Torgler miał pracować w Czechosłowacji dla SS-Oberstgruppenführera Reinharda Heydricha. Torgler zaprzeczał tym zarzutom.

## Literatura
- Norbert Podewin, Lutz Heuer: Ernst Torgler. Ein Leben im Schatten des Reichstagsbrandes 25.04.1893 Berlin – 19.01.1963 Hannover. Berlin: trafo, 2006. ISBN 978-3-89626-545-6. Brak numerów stron w książce
- Hermann Weber, Andreas Herbst: Deutsche Kommunisten. Biographisches Handbuch 1918 bis 1945. Berlin: Karl Dietz Verlag, 2004, s. 795–796. ISBN 3-320-02044-7.